# Шазам! Гнев богова
Шазам! Гнев богова (енгл. Shazam! Fury of the Gods) је амерички суперхеројски филм из 2023. године, заснован на истоименом лику DC Comics-а. Наставак је филма Шазам! и 12. је остварење у DC-јевом проширеном универзуму. Филм је режирао Дејвид Ф. Сандберг, сценарио су написали Хенри Гејден и Крис Морган, а главне улоге тумаче Закари Леви, Ашер Ејнџел, Џек Дилан Грејзер, Рејчел Зеглер, Адам Броди, Рос Батлер, Меган Гуд, Луси Љу, Џимон Хансу и Хелен Мирен. У филму, породица тинејџерских хероја предвођена Билијем Бетсоном / Шазамом бори се против ћерки Атласових.
Развој наставка филма Шазам! започео је убрзо након објављивања тог филма у априлу 2019. године, када се Гејден вратио као сценариста. Сандберг и Леви (Шазам) су потврдили своје учешће на пројекту до децембра исте године. Наслов и остатак глумачке потврђени су у августу 2020, укључујући Ашера у улози Билија Бетсона. Зеглерова, Миренова и Љуова су добиле улоге ћерки Атласових почетком 2021. године. Снимање је почело тог маја у Атланти, а завршено је у августу.
Филм је премијерно приказан 14. марта 2023. у Лос Анђелесу, док је у америчким биоскопима изашао 17. марта исте године. Добио је помешане критике критичара, који су га сматрали слабијим у односу на свог претходника. Није остварио комерцијални успех, са зарадом од 133 милиона долара у односу на буџет од 125 милиона долара.

## Радња
Четири године након догађаја из претходног филма, Хеспера и Калипсо, две ћерке титана Атласа, проваљују у Акропољски музеј у Атини и краду поломљени штап чаробњака Шазама. Односе га чаробњаку, заточеном у Царству богова, и приморају га да поправи штап и поново активира његове моћи.
У Филаделфији, Били Бетсон, заједно са својом браћом и сестрама које имају супер-моћи, „Шазамилијом”, спасава људе на мосту Бенџамина Френклина који се руши. Група се разилази код куће док одрастају и имају своје личне интересе, посебно најстарија Мери, која се љути што јој је њен тајни живот као суперхероја спречио да иде на колеџ. Били је забринут да ће бити избачен из породице Васкез када „прерасте” хранитељски систем. У сну, чаробњак упозорава Билија на ћерке Атласове, наводећи групу да почне да их истражује.
Фреди Фриман, кога још увек малтретирају у школи, заљубљује се у нову девојку по имену Ен, и показује јој се као суперхерој. Хеспера и Калипсо стижу са штапом и краду Фредијеве моћи, а Ен се открива да је њихова најмлађа сестра, Антеа. Били и Шазамилија покушавају да спасу Фредија, али ћерке Атласове га киднапују и постављају неуништиву куполу око града, заробљавајући све унутар ње. Фреди је заробљен са чаробњаком у Царству богова. Ћерке Атласове откривају да желе освету јер је чаробњак убио њиховог оца.
У међувремену, Шазамилија улазе у Стену вечности, где наилази на разумну оловку по имену Стив, коју користе за писање писма Хеспери у виду преговора за ослобађање Фредија. Били се састаје са Хеспером у локалном ресторану и, иако је састанак у почетку био мирољубив, она и Калипсо се убрзо боре са Шазамилијом. Педро губи своје моћи током борбе, док је Хеспера заробљена и одведена у Стену. Испоставља се да је Хеспера дозволила да буде ухваћена, и она лако бежи и краде Златну јабуку, семе Дрвета живота. У међувремену, Фреди и чаробњак покушавају да побегну из Царства богова уз Антеину помоћ, баш када се Хеспера врати са Јабуком. Ћерке Атласове се свађају док Хеспера и Антеа желе да искористе Јабуку да оживе своје царство, али Калипсо жели да је посади на Земљу да би је уништила. Фреди краде Јабуку, али је откривен. Били и Шазамилија се појављују, а Фреди поново стиче своје моћи.
Били и Шазамилија се долазе са чаробњаком у свој дом, где откривају своје тајне идентитете својим хранитељима. Калипсо се појављује са змајем по имену Ладон да би узела Јабуку, притом уништавајући њихову кућу. Уследи потера по целом граду док породица покушава да задржи Јабуку ван домашаја Калипсо, али сви осим Билија губе своје моћи у окршају. Калипсо узима Јабуку и користи је да посади дрво у парку Ситизенс Бенк, које рађа разна чудовишта, укључујући киклопе, харпије, мантикоре и минотауре, да нападну град. Хеспера и Антеа супротстављају се деструктивном плану своје сестре, али Калипсо смртно рани Хесперу и одузима моћ Антеи. Били, у очајању, тражи од чаробњака да му опозове моћи, али га чаробњак уверава да је он прави херој који их је достојан.
Слушајући чаробњакове речи, Били одлете да заустави Калипсо, док Шазамилија тражи помоћ једнорога да се одбрани од других чудовишта. Били убеђује умирућу Хесперу да му помогне да заустави Калипсо. Схвативши да купола бурно реагује на његову муњу, Били намами Калипсо у парк, док Хеспера смањује куполу да их задржи. Били се бори против Калипсо и Ладона пре него што их обоје убије преоптерећујући штап струјом, уништавајући њиме дрво и Калипсину војску, по цену сопственог живота. Хеспера признаје Билија као правог бога пре него што подлегне својим ранама, због чега купола нестаје.
Антеа води Билијеву ожалошћену породицу у Царство богова на његову сахрану. Дајана Принс, последње живо биће са божанским моћима, појављује се и поправља штап, прожимајући га својом моћи и користећи га да оживи Царство богова, обнови Антеине моћи и васкрсне Билија. Били заузврат користи штап да поврати моћи своје браће и сестара. Шазамилија обнављају свој дом док Антеа и Фреди започињу везу, а чаробњак се настањује на Земљи.
У сценама после одјавне шпице, Емилија Харкорт и Џон Економос покушавају да регрутују Билија у Друштво правде у име Аманде Волер, али одлазе након што им се он изруга да имају превише слично име као Лига правде. Још увек затворен Тадеус Сивана поново се сусреће са Мистер Мајндом, бесан што овај још увек није почео да спроводи њихов план.

## Улоге
| Глумац                       | Улога                       |
| ---------------------------- | --------------------------- |
| Закари Леви Ашер Ејнџел      | Били Бетсон / Шазам         |
| Џек Дилан Грејзер Адам Броди | Фредерик „Фреди” Фриман     |
| Рејчел Зеглер                | Антеа / Ен                  |
| Ијан Чен Рос Батлер          | Јуџин Чои                   |
| Хован Арманд Ди Џеј Котрона  | Педро Пења                  |
| Грејс Фултон                 | Мери Бромфилд               |
| Фејт Херман Меган Гуд        | Дарла Дадли                 |
| Луси Љу                      | Калипсо                     |
| Џимон Хансу                  | чаробњак Шазам              |
| Хелен Мирен                  | Хеспера                     |
| Марта Миланс                 | Роса Васкез                 |
| Купер Ендруз                 | Виктор Васкез               |
| Гал Гадот                    | Дајана Принс / Чудесна Жена |
| Џенифер Холанд               | Емилија Харкорт             |
| Стив Ејџи                    | Џон Економос                |
| Марк Стронг                  | др Тадеус Сивана            |